# Achiel Bruneel
Ludovicus Achilles Bruneel, detto Achiel (Herenthout, 19 ottobre 1918 – Anversa, 5 giugno 2008), è stato un ciclista su strada e pistard belga.
Professionista dal 1939 al 1955, riuscì ad aggiudicarsi dodici Sei giorni.

## Carriera
Dopo essere arrivato secondo nel campionato nazionale su strada nel 1936 ed aver vinto una frazione del Giro del Belgio riservato ai dilettanti nel 1938, passò professionista nel 1939 dedicandosi quasi esclusivamente all'attività su pista.
Fra i suoi numerosi risultati si ricordano il terzo posto nel campionato belga nel 1940 nella specialità della velocità e il secondo nel campionato europeo nell'americana. Al suo attivo conta anche numerose vittorie e podi nelle Sei giorni europee come quelle di Gand, Anversa e Dortmund.

## Palmarès

### Strada
- 1938 (dilettanti)

5ª tappa Giro del Belgio dilettanti
- 1942

Tre Giorni di Anversa (ex aequo con Karel Kaers)

#### Altri successi
- 1949

Derny di Wetteren (criterium)

### Pista
- 1947

Sei giorni di Anversa (con Omer De Bruycker)
Sei giorni di Parigi (con Robert Neaye)
- 1948

Sei giorni di Gand (con Kamiel Dekuysscher)
- 1949

Sei giorni di Parigi (con Guy Lapébie)
- 1950

Sei giorni di Anversa (con Rik Van Steenbergen)
Sei giorni di Bruxelles (con Jozef De Beuckelaer)
Sei giorni di Saint-Étienne (con Guy Lapébie)
- 1952

Sei giorni di Parigi (con Rik Van Steenbergen)
Sei giorni di Bruxelles (con Lucien Acou)
- 1953

Sei giorni di Gand (con Arsène Ryckaert)
Sei giorni di Anversa (con Oscar Plattner)
- 1954

Sei giorni di Dordmund (con Lucien Acou)

## Piazzamenti

### Competizioni mondiali
- Campionati del mondo su strada

Valkenburg 1938 - In linea Dilettanti: 4º